# Gräberfeld von Flintbek

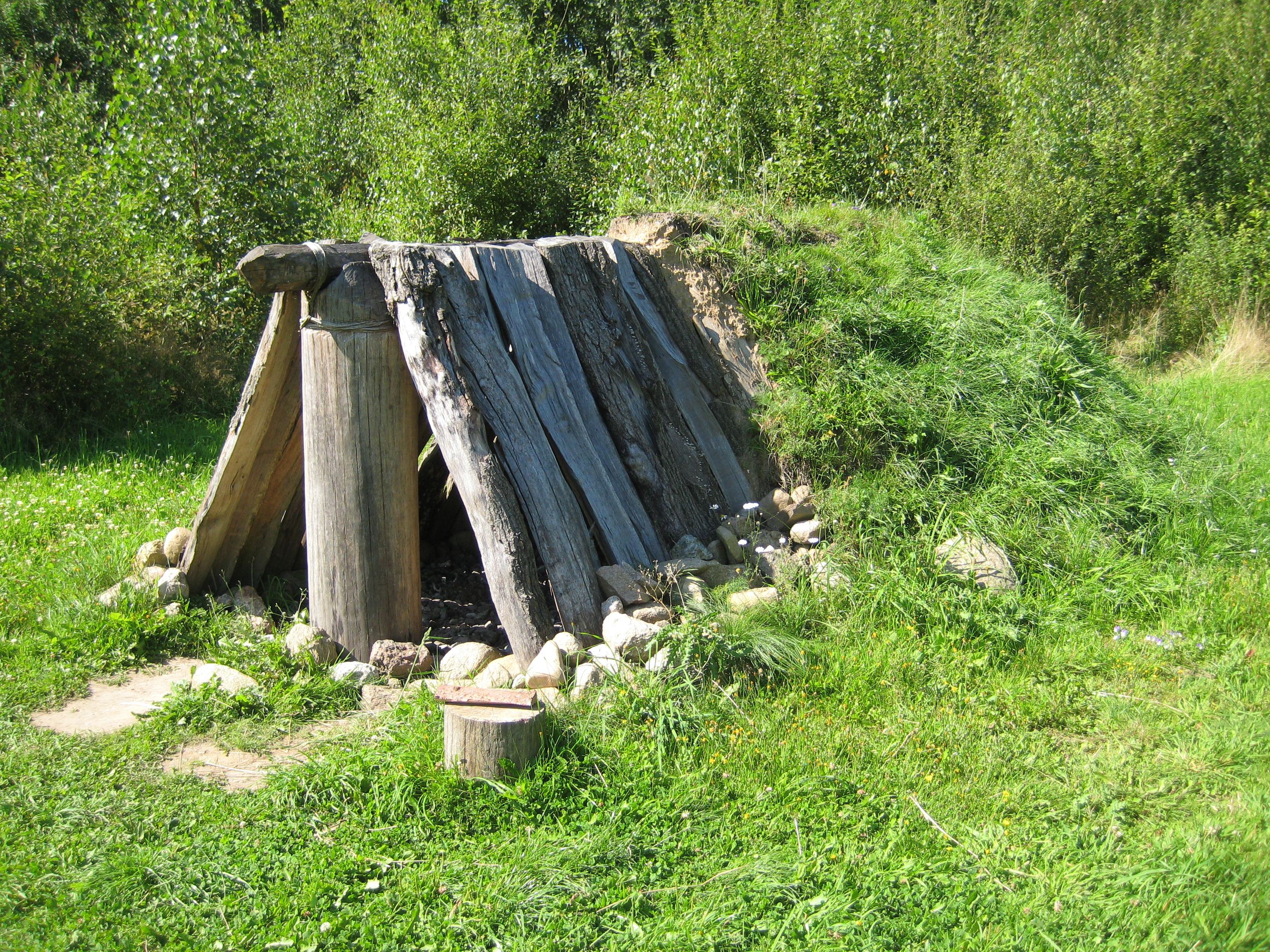
Nachbildung einer Totenhütte aus Flintbek im Archäologisch-Ökologischen Zentrum Albersdorf

Das Gräberfeld von Flintbek ist ein archäologischer Fundplatz in der Gemeinde Flintbek im Kreis Rendsburg-Eckernförde in Schleswig-Holstein. Das Gräberfeld mit etwa 88 jungsteinzeit- und bronzezeitlichen Bestattungen besteht aus einer lose verbundenen etwa vier Kilometer langen und 0,5 km breiten Reihe von Grabhügeln und Hünenbetten auf dem schmalen Grat einer glazialen Moräne, die sich östlich von Kleinflintbek bis südöstlich von Groß-Flintbek befinden. 
Das auffälligste Denkmal des Standorts ist „Flintbek LA 3“, ein etwa 53 m langes und 19 m breiter Grabhügel vom Typ Konens Høj, datiert auf die neolithische Trichterbecherkultur (TBK). Die Megalithanlage Flintbek LA3 liegt im nordöstlichen Teil des Gräberfeldes und wurde 1988 und 1989 ausgegraben. 
Die Anlage wurde über den Zeitraum ihrer Nutzung beginnend mit einer Gruppe aus acht Grabhügeln und vier Dolmen belegt. Die Kombination aus megalithischen und unmegalithischen Anlagen zu der zwei Anlagen vom Typ Konens Høj gehören, wurde innerhalb von 100 Jahren, zwischen 3500 und 3400 v. Chr. errichtet. 
Von besonderem Interesse sind Spuren eines Radfahrzeugs über eine Strecke von etwa 20 m bis zum Dolmen IV. Die Fahrspur repräsentiert einen der frühesten Belege für den Einsatz von Radfahrzeugen in Europa. Sie entstand zwischen 3420 und 3385 v. Chr. und ist nur zufällig unter dem Hügel erhalten geblieben. Im letzten Bauabschnitt erreichte der Hügel etwa die doppelte Breite, von ursprünglich 11 auf 19 m.

## Chronologie
- Anfangsphase, „Feuerstelle 25“, 3535–3500 cal v. Chr.
- Anlage A, 3500–3480 cal v. Chr.
- Anlage B
- Anlage E
- Dolmen I-II
- Dolmen III
- Karrenspur, 3420–3385 cal v. Chr.
- Dolmen IV Primäre Nutzung
- Dolmen III Kammerboden erneuert
- Dolmen IV Sekundäre Nutzung, 3375–3360 cal v. Chr.

## Bautypen
Die Anlagen A, B und E sind Anlagen vom Typ Konens Høj, bestehend aus einer Holzkonstruktion in Rahmenbauweise mit zwei enormen Pfosten an den Schmalseiten und wahrscheinlich mit einem Holzdach. Die Wände und Böden der Innenräume wurden aus Steinplatten gebaut, und die Kammern wurden von kleinen, ovalen Hügeln bedeckt. Der Boden für die Hügel wurden zwei Gräben entlang der Längsseiten entnommen. Die Beigaben enthielten Feuersteinbeile und querschneidige Pfeilspitzen. 
Die Anlagen C, D, F, G und H waren einfacher als die Gruppe der Konens Høje. Sie bestehen aus einem Sarg in einer leicht konkaven Grube. Die Grabbeigaben enthielten Feuersteinbeile und querschneidige Pfeilspitzen und waren ähnlich wie bei den Anlagen A, B und E. 
Vier Dolmen-Kammern wurden bei Flintbek identifiziert. Diese bestanden aus trocken gelegten Steinkreisen, um eine Feuerstelle, die mit einem Kieselstein-Gips hergestellt worden war, platziert. Dolmen I, II und III liegen in der älteren Hälfte des Bettes. Dolmen IV wurde gegenüber Anlage B, in der Erweiterung des Hünenbettes platziert. 

## Wagenspur
Unter der jüngeren Hälfte der Einfassung wurden die Spurrillen von Wagenrädern entdeckt. Sie sind auf die nordwestliche Hälfte beschränkt und führen von der Mitte des Hügels zum Dolmen IV, dem jüngsten Bau in der Einfassung. Die Spur ist etwa 20 m lang und besteht aus zwei parallelen bis zu 60 cm breiten Spurrillen. Jedes Rad war 5–6 cm breit, und der Radstand des Wagens wurde auf 1,1 bis 1,2 m rekonstruiert, vergleichbar mit einem Radstand, wie er auch in Stare gmajne in Slowenien ermittelt wurde.
Eine eisenzeitliche Rinder- und Wagenspur wurde auch in Glesborg in Djursland gefunden.

## Befunde
Aus dem Neolithikum stammen die Dolmen und Ganggräber. Da die Megalithen weitestgehend entfernt wurden, ließ sich die Bauweise nur anhand der Standspuren rekonstruieren. Der Inhalt der Gräber ist ebenfalls zum Teil stark gestört. Dennoch lassen sich Sequenzen im Aufbau und anhand verschiedener Bestattungsphasen erkennen. 
Von den bronzezeitlichen Grabhügeln blieben im Wesentlichen die Grundrisse erhalten, ablesbar anhand von übriggebliebenen randeinfassenden Steinkreisen, in deren Mitte sich die eigentlichen Bestattungen befanden.